# Epicadus heterogaster scholagriculae
Epicadus heterogaster là một phân loài nhện trong họ Thomisidae.
Loài này thuộc chi Epicadus. Epicadus heterogaster scholagriculae được miêu tả năm 1933 bởi Piza.